# Naturschutzgebiet Auf dem großen Bruch
Das Naturschutzgebiet Auf dem großen Bruch ist ein 2,73 ha großes Naturschutzgebiet (NSG) östlich der Bundesautobahn 45 in der Gemeinde Kierspe im Märkischen Kreis in Nordrhein-Westfalen. Das NSG wurde 2003 vom Kreistag des Märkischen Kreises mit dem Landschaftsplan Nr. 7 Kierspe ausgewiesen. NSG liegt direkt an A 45.

## Gebietsbeschreibung
Bei dem NSG handelt es sich um ein schwach nach Westen geneigtes Hangmoor mit Nasswäldern aus Moorbirken-Bruchwald und Erlen-Sumpfwald sowie eines naturnahen Buchenaltholzbestandes. Im Hangmoor befindet sich typische Moorschlenken-Vegetation. Es gibt einen Bereich mit Wacholder-Sträuchern. Dem Moor wird durch einen Graben, der direkt an der Autobahn fließt, Wasser entzogen. In großflächig stark ausgetrockneten Bereichen hat sich ein lichter Pfeifengras-Birkenwald eingestellt.

## Schutzzweck
Das Naturschutzgebiet wurde zur Erhaltung und Entwicklung eines Hangmoors und als Lebensraum gefährdeter Tier- und Pflanzenarten ausgewiesen. Wie bei anderen Naturschutzgebieten in Deutschland wurde in der Schutzausweisung darauf hingewiesen, dass das Gebiet „wegen der landschaftlichen Schönheit und Einzigartigkeit“ zum Naturschutzgebiet wurde.